# Patto per l’Autonomia
Patto per l’Autonomia (friaulisch Pat pe Autonomie, slowenisch Pakt za Avtonomijo, deutsch Pakt für die Autonomie) ist eine italienische Partei, deren Programm die Autonomie der historischen Region Friauls und dem Gebiet von Triest ist. Es ist eine Regionalpartei in der italienischen Region Friaul-Julisch Venetien.
Bei der Regionalwahl in Friaul-Julisch Venetien 2018 erhielt die Partei 4,1 % der Stimmen und damit 2 der 47 Parlamentssitze.; bei der Regionalwahl 2023 erreicht die Partei 6,3 % der Stimmen und damit 6 Mandate.